# Rothach (Weiler-Simmerberg)
Rothach ist ein Gemeindeteil des Markts Weiler-Simmerberg im  bayerisch-schwäbischen Landkreis Lindau (Bodensee).

## Geographie
Durch das Dorf fließt der gleichnamige Fluss Rothach. Da der Ort heute baulich unmittelbar an den Hauptort Weiler im Allgäu grenzt, wird es oftmals diesem zugeordnet. Die Ortschaft liegt in der Region Westallgäu.

## Ortsname
Der Ortsname stammt vom mittelhochdeutschen Wort ahe für Fluss sowie der Farbe rot ab und bedeutet (Siedlung am) roten Fluss.

## Geschichte
Der Ort Rothach wurde urkundlich erstmals im Jahr 1605 mit dem Müller zu Rotach erwähnt. Laut einer anderen Quelle wurde bereits 1424 die Mahlmühle an der Rothach als St. Galler Lehnen an die Herren von Weiler erwähnt. Im Jahr 1770 fand die Vereinödung in Rothach statt. 1870 beschloss die Gemeinde Simmerberg in der ehemaligen Papiermühle – bzw. vorherigen Gerberei – ein Armen- und Krankenhaus zu errichten. Vier Jahre später wurde es unter der Leitung der Barmherzigen Schwestern vom hl. Vinzenz von Paul Mutterhaus Augsburg eröffnet. Im Jahr 1890 wurde der Mahlbetrieb der Rothachmühle eingestellt, 1954 brannte sie ab. 1980 erfolgte die Umwandlung des Krankenhauses in ein Seniorenheim.

## Persönlichkeiten
- Josef Anton Oswald (1833–unbekannt), Maler, studierte an Akademie der Bildenden Künste München[8]